# ديتكت
ديتكت ((بالإنجليزية: Detekt)‏) هي أداة حرة و مجانية منشورة تحت رخصة رخصة جنو العمومية، أصدرتها مؤسسة الجبهة الإلكترونية، Digitale Gesellschaft، منظمة العفو الدولية، و الخصوصية الدولية، للبحث عن برمجيات التجسس على نظام مايكروسوفت ويندوز.
الأداة موجهة للصحفيين والنشطاء للبحث عن برمجيات التجسس على حواسيبهم.

## الأداة
الأداة متاحة للتحميل المجاني.
لا تقوم الأداة باكتشاف جميع أدوات التجسس، ولا تضمن للمستخدم عدم وقوعه تحت التجسس والمراقبة. كما أنها ليست للاستخدام منفردة وليست بديلاً للتصرفات الصحية على الإنترنت.
تستطيع الأداة حالياً اكتشاف أنماط برنامج FinFisher FinSpy، و HackingTeam RCS.
يقدر التحالف ضد صادرات المراقبة غير القانونية أن التجارة العالمية في تقنيات التجسس تساوي أكثر من 3 مليارات جنيه استرليني سنوياً.
تتوفر الأداة باللغات الإسبانية، الألمانية، الإنجليزية، الأمهرية، الإيطالية، و العربية.

## معلومات تقنية
لا تحتاج الأداة إلى التنصيب، و هي مصممة لكشف برمجيات التجسس على أنظمة تشغيل مايكروسوفت ويندوز من XP إلى 8.1.
تقوم الأداة بالمسح لاكتشاف برمجيات التجسس المتوفرة وقت إطلاق النسخة، وتقوم بعد الإنتهاء بإظهار ملخص بوجود البرمجيات من عدمه.
لا تحمي الأداة بشكل مطلق من التجسس. حيث أن الأداة تقوم باكتشاف برمجيات محددة، والتي قد تعدل لكي لا تكتشف، أو يصدر منها نسخة أحدث. و هذا يعني أن تقريراً بخلو الجهاز من الأدوات التجسسية ليست ضمانة لخلوه منها.
يرشد الموقع إلى فصل الاتصال بالإنترنت، والخروج من البرامج، قبل تشغيل الأداة، وعدم إعادة الاتصال بالإنترنت في حال اكتشفت وجود أي برمجية تجسس.
الأداة منشورة تحت رخصة جنو العمومية الحرة.
طور الأداة كلوديو جوارنييري (بالإيطالية: Claudio Guarnieri)‏، بمساعدة من بيل مارشاك ((بالإنجليزية: Bill Marczak)‏)، مورجان ماركيز-بوريه ((بالإنجليزية: Morgan Marquis-Boire)‏)، إيفا جابيرين ((بالإنجليزية: Eva Galperin)‏)، تانيا أوكارول ((بالإنجليزية: Tanya O'Carroll)‏)، أندريه مايستر ((بالإنجليزية: Andre Meister)‏)، جيليان يورك ((بالإنجليزية: Jillian York)‏)، مايكل لاي ((بالإنجليزية: Michael Ligh)‏)، و إندالكاتشو تشالا ((بالإنجليزية: Endalkachew Chala)‏).

## وصلات خارجية
- الموقع الرسمي
- الإصدار الأخير